# Ковалёв, Пётр Куприянович
Пётр Куприянович Ковалёв (бел. Пётр Купрыянавіч Кавалёў; 5 марта 1931, Заболотье, Буда-Кошелёвский район, Гомельский округ, Белорусская ССР  — 16 декабря 2016, Гомель, Белоруссия) — советский передовик промышленного производства, слесарь-инструментальщик завода Гомсельмаш, Герой Социалистического Труда (1981).

## Биография
Во время Великой Отечественной войны проживал в родном селе, после освобождения от оккупации учился в школе № 5 города Гомеля, затем — в школе ФЗО. Работал на строительстве Минского тракторного завода.
С 1951 по 1957 год проходил военную службу на эсминце Тихоокеанского флота. За успехи в боевой и политической подготовке был награждён Почетной грамотой Центрального Комитета ВЛКСМ.
В 1957 году был уволен в запас и поселился в Гомеле, работал мотористом энергопоезда, обеспечивавшего электроэнергией завод «Гомсельмаш». Затем переквалифицировался в слесаря-ремонтника и работал в инструментальном цехе «Гомсельмаш». Овладел специальностями слесаря, токаря, сварщика, машиниста мостовых кранов, шофера, бурильщика. Был назначен бригадиром. С 1964 года возглавляемая им бригада ежегодно подтверждает звание коллектива коммунистического труда, постоянно занимает высокие места в социалистическом соревновании среди бригад объединения и министерства. Планы восьмой, девятой и десятой пятилеток бригада завершала досрочно — не меньше чем за год до срока. С 1978 года бригада перешла на коллективный подряд, стала применять коэффициент трудового участия.
Указом Президиума Верховного Совета СССР от 10 марта 1981 года за выдающиеся производственные достижения, досрочное выполнение заданий десятой пятилетки и социалистических обязательств Петру Куприяновичу  Ковалёву было присвоено звание Героя Социалистического Труда с вручением ордена Ленина и золотой медали «Серп и Молот».
Продолжал работать бригадиром слесарей. План одиннадцатой пятилетки бригада выполнила за три с половиной года. Сверх плана было выполнено работ более чем на тридцать тысяч рублей.
Избирался депутатом Верховного Совета СССР 9-го созыва (1974—1979), XIX Всесоюзной партконференции, членом профкома и партбюро цеха, председателем месткома, членом бюро парткома объединения.
Проживал в Гомеле. Был членом совета старейшин при Гомельском областном исполнительном комитете (2005—2016).

## Награды и звания
- Герой Социалистического Труда (1981) — за выдающиеся производственные достижения, досрочное выполнение заданий десятой пятилетки и социалистических обязательств
- 2 ордена Ленина (1974, 1981)
- Медали
- Почетная грамота Центрального Комитета ВЛКСМ
- Заслуженный наставник молодёжи БССР (1978)
- Заслуженный машиностроитель БССР (1980)
- Почётный гражданин Гомеля (1988, Гомель)

## Память
- Имя занесено на городскую Доску почёта (Гомель).